# Lékařova Lhota
Lékařova Lhota je malá vesnice, část obce Sedlec v okrese České Budějovice v Jihočeském kraji. Nachází se asi dva kilometry západně od Sedlce, rozložena na levém břehu Soudného (Bezdrevského) potoka. Lékařova Lhota je také název katastrálního území o rozloze 2,55 km².

## Název
Dříve též Líkařova nebo Lékařová Lhota; německy Balder Lhota.

## Historie
První písemná zmínka o vesnici pochází z roku 1347.

## Obyvatelstvo
| Rok            | 1869 | 1880 | 1890 | 1900 | 1910 | 1921 | 1930 | 1950 | 1961 | 1970 | 1980 | 1991 | 2001 | 2011 | 2021      |
| -------------- | ---- | ---- | ---- | ---- | ---- | ---- | ---- | ---- | ---- | ---- | ---- | ---- | ---- | ---- | --------- |
| Počet obyvatel | 137  | 142  | 134  | 143  | 136  | 134  | 123  | 92   | 84   | 102  | 55   | 34   | 55   | 70   | 112 a 104 |
| Počet domů     | 22   | 22   | 22   | 21   | 21   | 21   | 21   | 24   | 24   | 16   | 17   | 23   | 27   | 31   | 40        |

## Obecní správa
Po roce 1850 byla vesnice součástí obce Podeřiště, v roce 1882 se stala samostatnou obcí. V letech 1943–1945 byla připojena k Sedlci, poté byla opět samostatnou obcí až do 12. června 1960, kdy byla opět připojena k Sedlci.

## Pamětihodnosti
- Kaple na návsi
- Výklenková kaple Panny Marie z roku 1853 ve východní části vsi
- Mlýn ze 17. století
- kamenný most přes Soudný potok – kulturní památka ČR
- Nová hospoda, zájezdní hostinec z roku 1812 při křižovatce hlavních silnic severně od vesnice
- Křížky: na západním okraji vesnice, na rozcestí ve východní části a v centru u potoka
- Mohylové pohřebiště v lese V mladé
- Bývalá kovárna, čp. 13
- Pomník leteckého neštěstí z roku 1957 smětrem na Hlavatce

## Fotogralerie

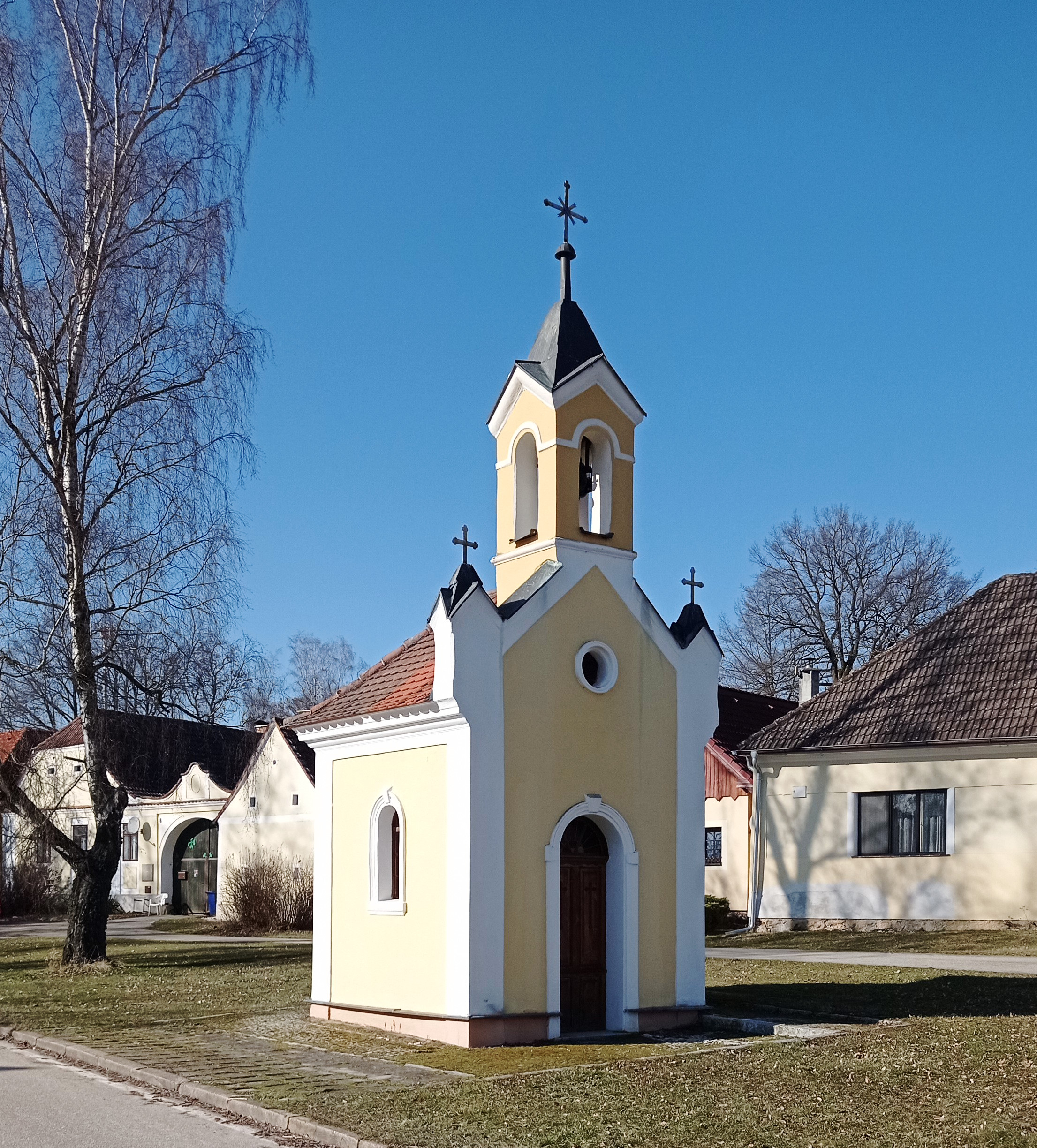
Návesní kaple
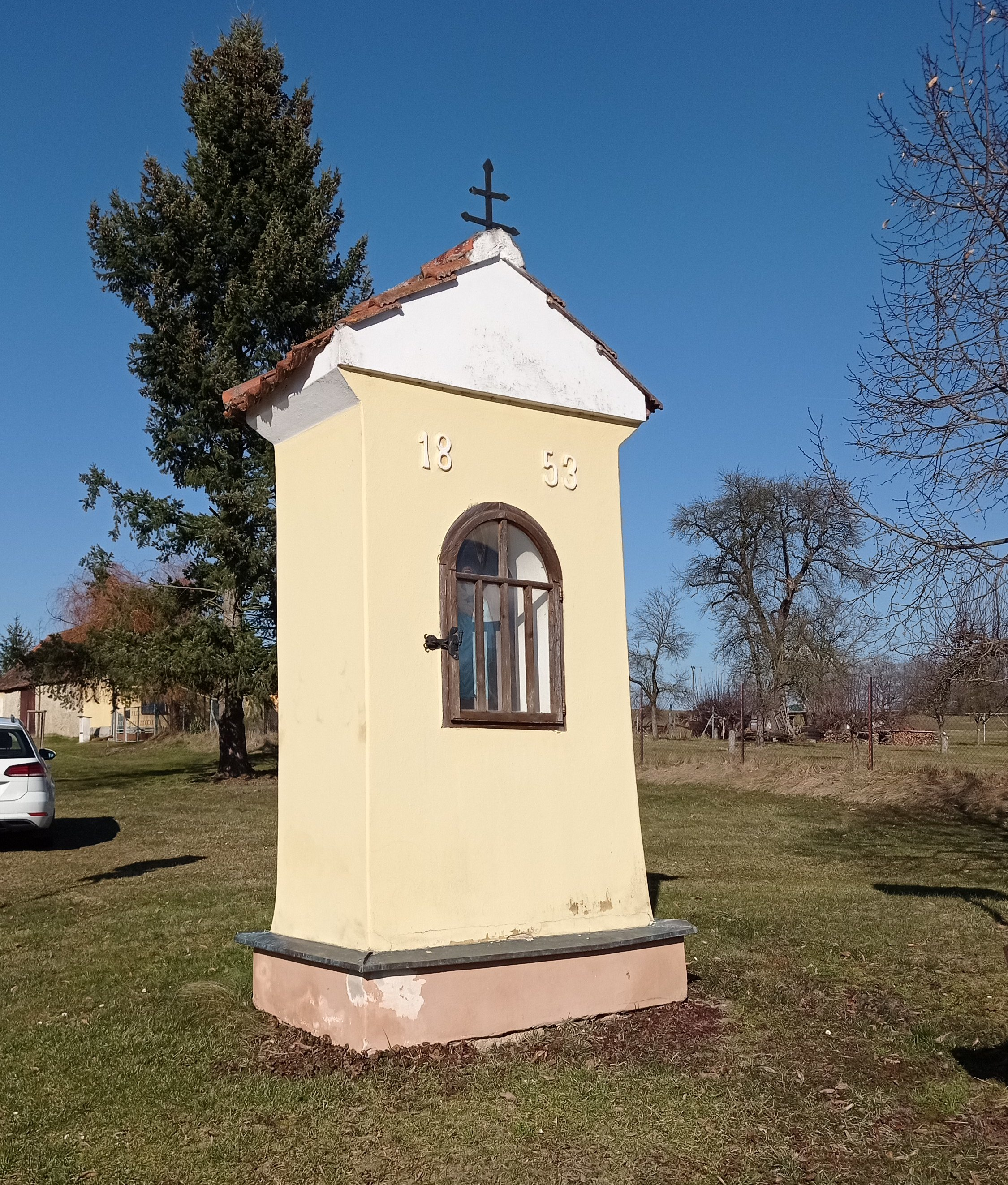
Kaple Panny Marie
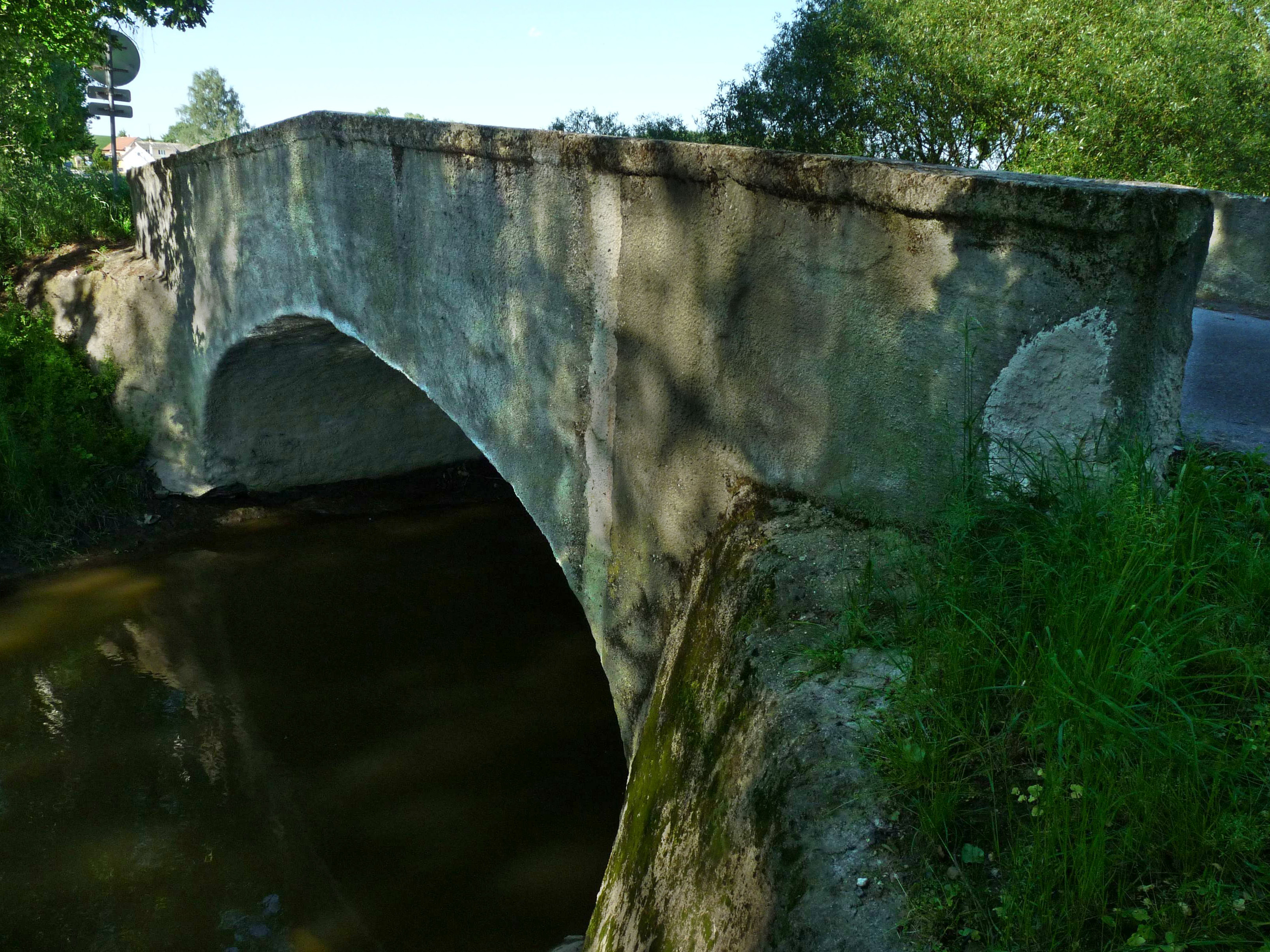
Most přes Bezdrevský potok
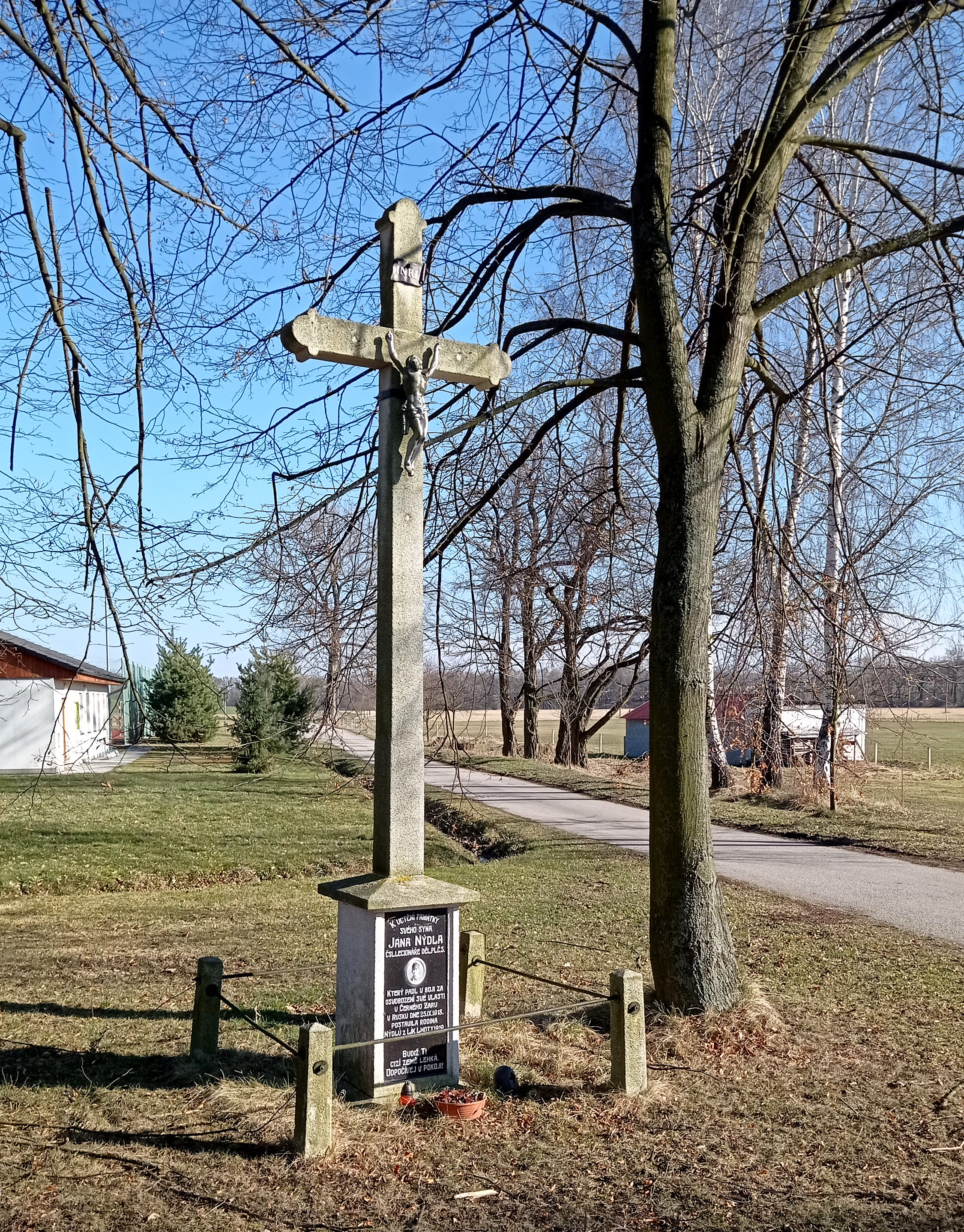
Kříž u rozcestí ve východní části
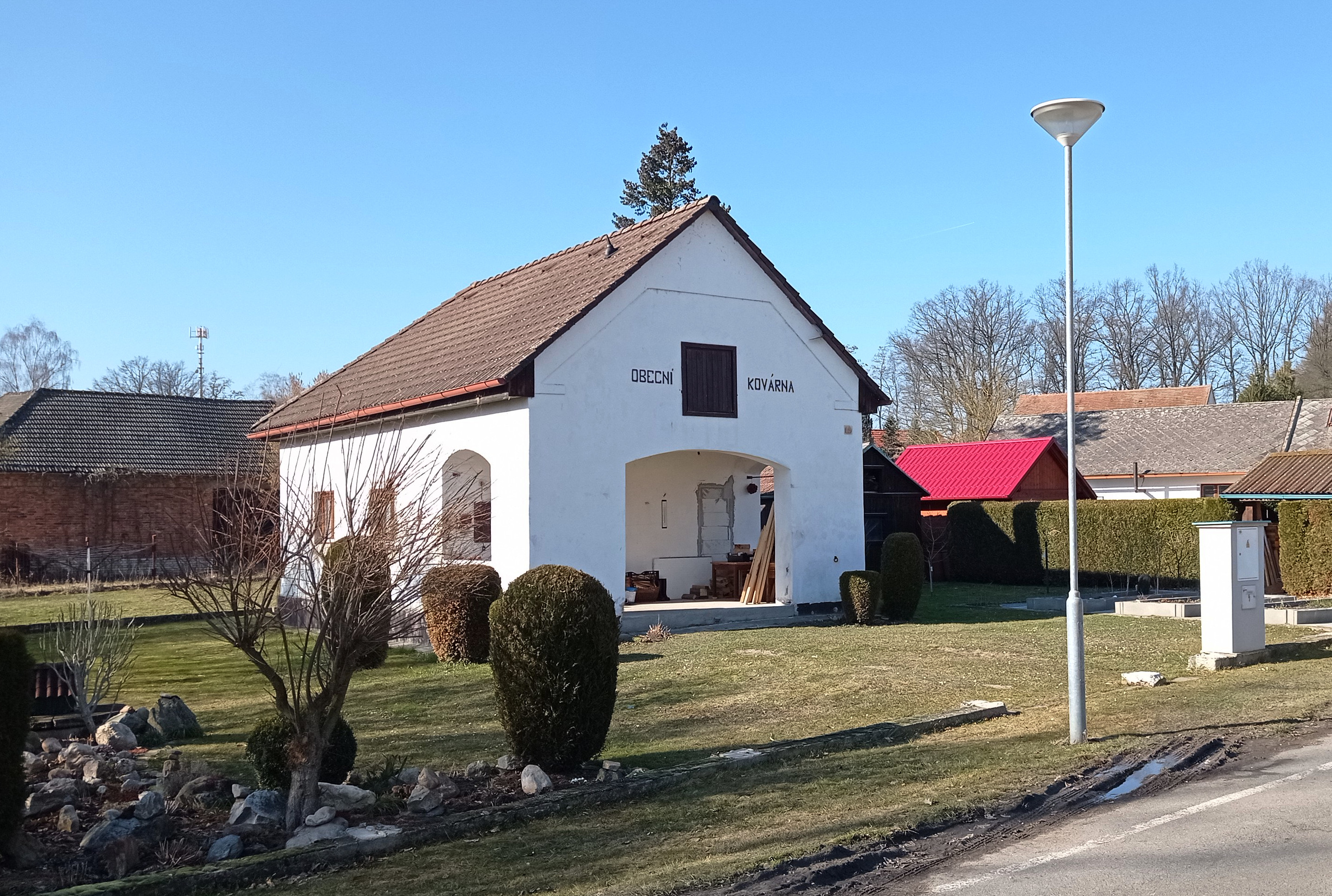
Bývalá kovárna
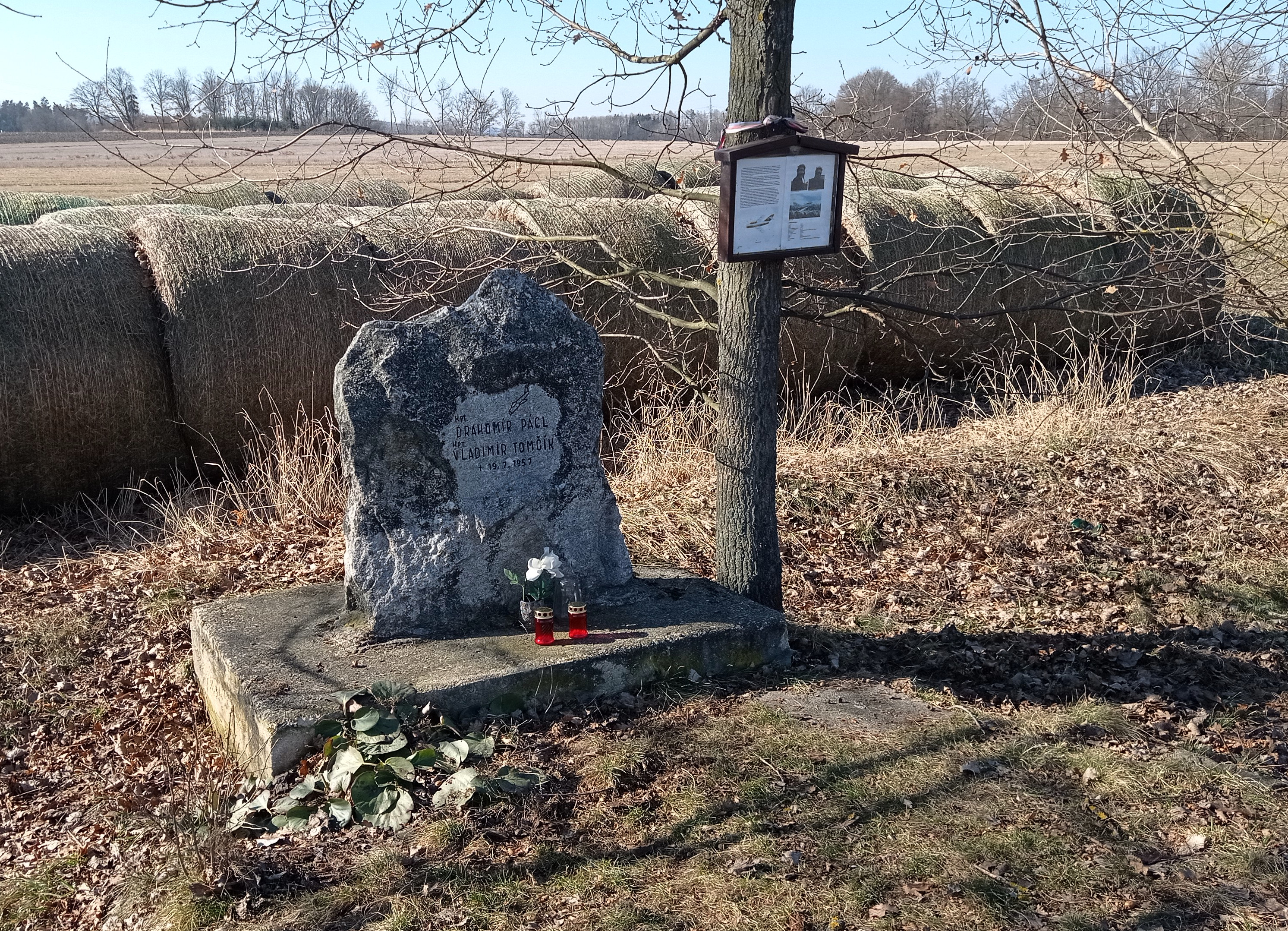
Pomník leteckého neštěstí